# Niels Langeveld

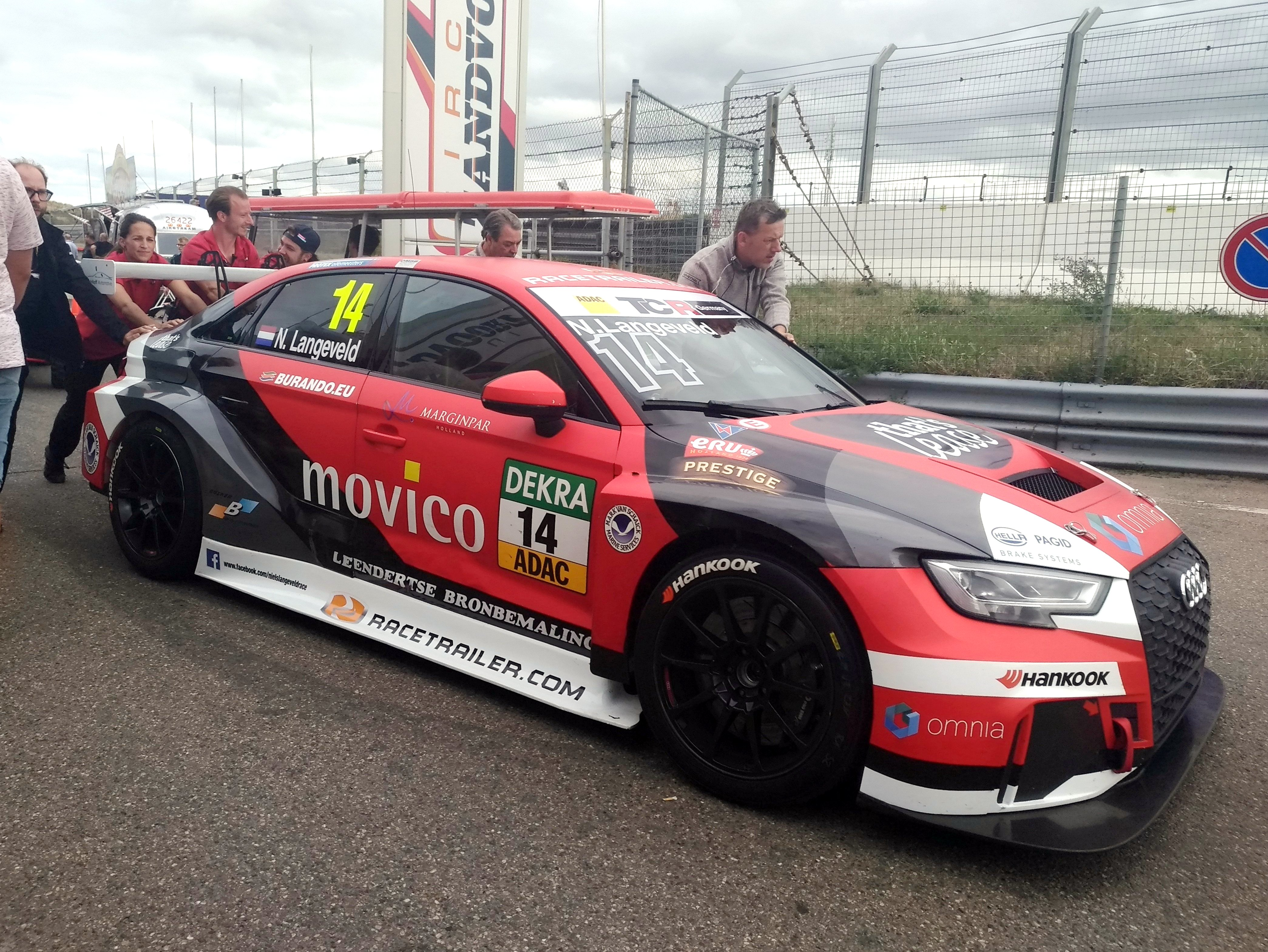
Audi RS3 LMS TCR #14

Niels Langeveld (Sassenheim, 21 februari 1988) is een Nederlands autocoureur.

## Carrière
Langeveld maakte in 2005 zijn autosportdebuut in de ELF BRL V6, waar hij in de helft van de races deelnam. Met 33 punten eindigde hij op de zestiende plaats in het kampioenschap. In 2007 kwam hij uit in de Formido Swift Cup bij het Certainty Racing Team. In 2008 scoorde hij voor dit team vier podiumplaatsen en werd hij vierde in de eindstand met 143 punten. In 2009 bleef hij actief in deze klasse en won hij drie races, maar aangezien hij aan een raceweekend niet deelnam, zakte hij een plaats in de eindstand en werd hij vijfde met 153 punten. In 2010 werd hij uiteindelijk kampioen in de klasse met zes overwinningen, drie andere podiumplaatsen en 212 punten uit veertien races.
In 2011 stapte Langeveld over naar de Nederlandse Renault Clio Cup, waarin hij zijn samenwerking met het Certainty Racing Team voortzette. Hij won een race op het Circuit Park Zandvoort en behaalde vijf andere podiumplaatsen, waardoor hij met 140 punten zesde werd in de eindstand. In 2012 bleef hij actief in deze klasse. Hij behaalde vier overwinningen en zeven andere podiumplaatsen uit dertien races, waardoor hij met 216 punten kampioen werd in deze klasse. In 2013 had hij geen vast racezitje, maar kwam hij wel uit in een raceweekend van de Clio Cup als gastcoureur, waarin hij een tweede plaats en een uitvalbeurt noteerde.
In 2014 kwam Langeveld uit in de Renault Clio Cup Benelux bij Certainty. Hij behaalde vijf overwinningen op het TT-Circuit Assen, het Circuit Zolder (tweemaal), Spa-Francorchamps en Zandvoort en werd met 200 punten tweede in de eindstand, slechts een punt minder dan kampioen Sebastiaan Bleekemolen. In 2015 bleef hij rijden in deze klasse en behaalde hij zeven zeges en stond hij in alle andere races van het seizoen op het podium, waardoor hij met 254 punten overtuigend kampioen werd. Dat jaar maakte hij ook zijn Europese racedebuut in de Seat Leon Eurocup bij het team Target Competition tijdens het laatste raceweekend op het Circuit de Barcelona-Catalunya, waarin hij een derde en een tiende plaats noteerde.
In 2016 maakte Langeveld zijn fulltime debuut in de Seat Leon Eurocup bij het team Baporo Motorsport. Hij won vijf races op Silverstone, het Circuit Paul Ricard (tweemaal), de Red Bull Ring en het Circuit de Barcelona-Catalunya. Met 240 punten werd hij kampioen in de laatste editie van dit kampioenschap. In 2017 maakte hij de overstap naar het ADAC TCR Germany Touring Car Championship, waarin hij bij het team RacingOne in een Audi RS3 LMS TCR reed. Hij kende een goed debuutseizoen met twee zeges op de Motorsport Arena Oschersleben en op Zandvoort en werd zo met 276 punten vijfde in het kampioenschap. In 2018 bleef hij rijden voor het team RacingOne en won twee racces op de Red Bull Ring en op Zandvoort. Met 403 punten werd hij achter Harald Proczyk en Luca Engstler derde in de eindstand.
In 2019 maakt Langeveld zijn debuut in de World Touring Car Cup, waarin hij voor het Audi Sport Team Comtoyou naast Frédéric Vervisch uitkomt in een Audi RS3 LMS TCR.